# 잇몸

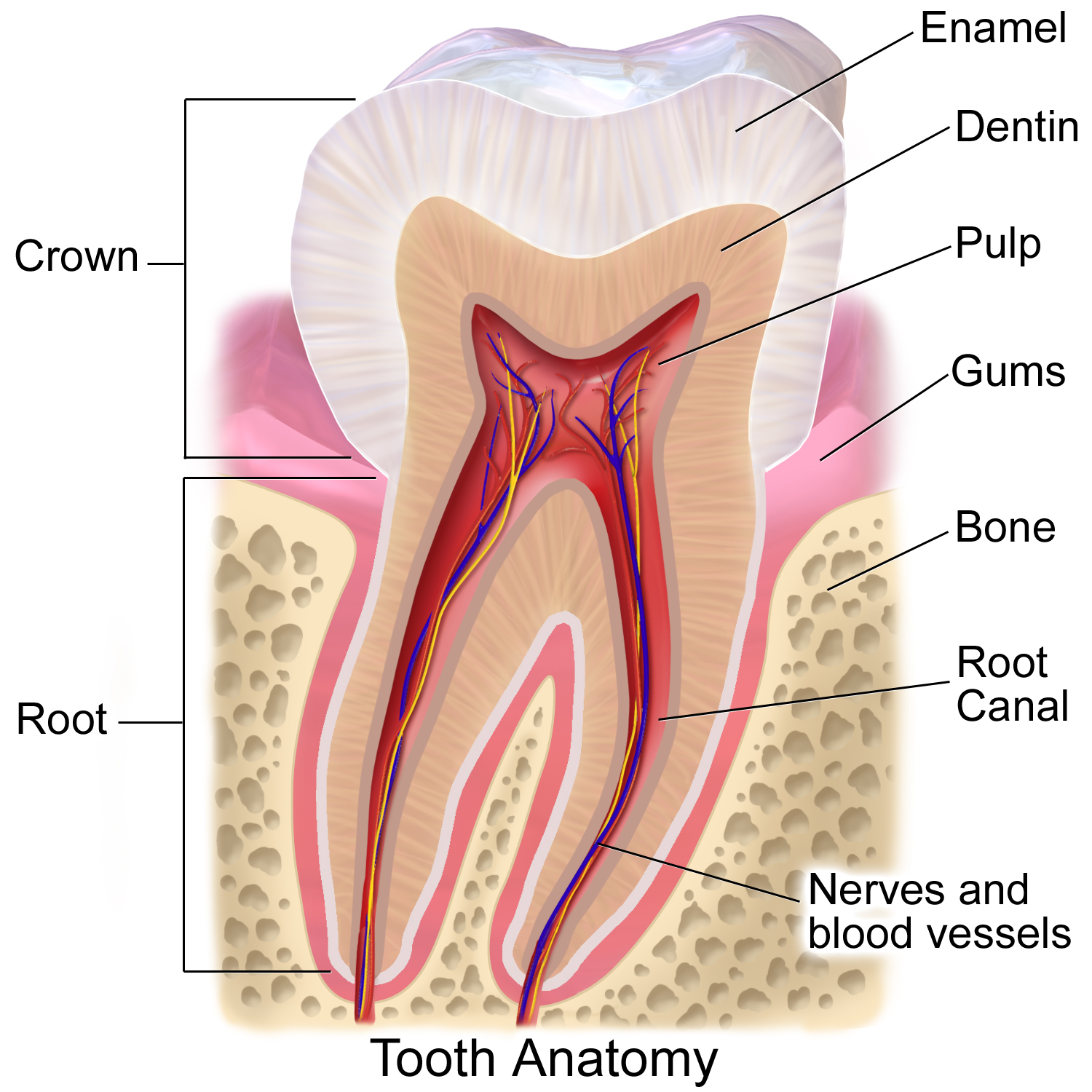
잇몸의 단면

잇몸(영어: gingiva 또는 gums, 문화어: 이몸)은 치아와 턱뼈가 만나는 부분을 감싸고 있는 구강내 점막의 일종이다. 치경(齒莖), 치육(齒肉), 치은(齒齦)이라고도 한다. 치조나 치조제를 포함하는 넓은 의미로 사용되기도 한다. 잇몸의 건강과 잇몸 질병은 전신 건강에 영향을 미칠 수 있다.

## 구조
잇몸은 입의 연조직 내벽의 일부이다. 잇몸은 치아를 둘러싸고 있으며 치아 주위를 봉쇄하는 역할을 한다. 입술과 볼의 연조직 내벽과 달리 잇몸 대부분은 기반뼈에 밀접히 묶여있어서 음식의 마찰에 저항하는데 도움을 준다. 건강한 잇몸은 일반적으로 밝은 색 피부의 사람들에게는 산호 핑크색이지만 자연적으로는 멜라닌 색소로 인해 빛깔이 더 어두울 수 있다.
잇몸은 해부학적으로 주위잇몸(marginal), 부착잇몸(attached), 치간잇몸(interdental)으로 나뉜다.

## 같이 보기
- 치주염